# Kleingebiet Szerencs
Das Kleingebiet Szerencs [ˈsɛrɛnʧ] (ungarisch Szerencsi kistérség) war bis Ende 2012 eine ungarische Verwaltungseinheit (LAU 1)
innerhalb des Komitats Borsod-Abaúj-Zemplén. Im Zuge der Verwaltungsreform von 2013 ging es hauptsächlich in den nachfolgenden Kreis Szerencs (ungarisch Szerencsi járás) (14 von 18 Ortschaften) über. Je zwei Ortschaften wurden dem Kreis Miskolc (ungarisch Miskolci járás) und dem Kreis Gönc (ungarisch Gönci járás) zugeordnet.
Ende 2012 zählte das Kleingebiet auf 498,92 km² Fläche 41.937 Einwohner. Der Verwaltungssitz befand sich in der einzigen Stadt Szerencs. Taktaharkány (3.658 Ew.) und Tiszalúc (5.247 Ew.) waren Großgemeinden (ungarisch nagyközség).

## Ortschaften
| Alsódobsza | Bekecs     | Golop        | Legyesbénye | Mád        |
| Megyaszó   | Mezőzombor | Monok        | Prügy       | Rátka      |
| Sóstófalva | Szerencs   | Taktaharkány | Taktakenéz  | Taktaszada |
| Tállya     | Tiszalúc   | Újcsanálos   |             |            |